# Айн-эн-Наср
Айн-эн-Наср (араб. عين النسر‎) — небольшой город на западе Сирии, расположенный на территории мухафазы Хомс. Входит в состав района Хомс. Является центром одноимённой нахии.

## Географическое положение
Город находится в северо-западной части мухафазы, на левом берегу реки Вади-Мейдани (бассейн реки Эль-Аси), на высоте 508 метров над уровнем моря.

Айн-эн-Наср расположен на расстоянии приблизительно 17 километров (по прямой) к северо-востоку от Хомса, административного центра провинции и на расстоянии 152 километров к северо-северо-востоку (NNE) от Дамаска, столицы страны.

## Население
По данным официальной переписи 2004 года численность населения города составляла 604 человека (320 мужчин и 284 женщины). Насчитывалось 125 домохозяйств. В этническом составе населения преобладают черкесы (шапсуги, кабардинцы и бжедуги).

## Транспорт
Ближайший гражданский аэропорт — Международный аэропорт имени Басиля Аль-Асада.